# Ischyropsalis manicata
Ischyropsalis manicata is een hooiwagen uit de familie Ischyropsalididae.